# 海岛大亨2：海盗岛
《海岛大亨2：海盗岛》是一款由Frog City Software公司制作、Gathering of Developers发行的岛屿模拟经营类游戏。本游戏是海岛大亨系列第二作。本游戏于2003年4月在Windows发行。
尽管本游戏很多地方与前作类似，但是游戏的剧情是不同的。玩家作为一名海盗王控制着一个海盗岛。玩家需要保持海盗们开心，并且获取尽可能多的战利品。